# 共同路线
共同路线（丹麦语：Fælles Kurs）是丹麦的一个已不存在的共产主义政党。该党成立于1986年，但自1979年起丹麦共产党内的一些派别就已开始酝酿成立该党。该党的创始人兼领袖是Preben Møller Hansen，他于1979年被丹麦共产党开除出党。1987年-1988年，该党一度在丹麦议会拥有4个席位。2001年，该党解散，其成员被建议重新加入丹麦共产党。